# Pokrajina Verona
Pokrajina Verona (v italijanskem izvirniku Provincia di Verona [provìnča di veròna]) je ena od sedmih pokrajin, ki sestavljajo italijansko deželo Benečija. Meji na severu z deželo Trentinsko - Zgornje Poadižje, na vzhodu s pokrajinama Vicenza in Padova, na jugu s pokrajino Rovigo in na zahodu z deželo Lombardija.

## Večje občine
Glavno mesto je Verona, ki šteje preko 260.000 prebivalcev, ostale večje občine so (podatki 31.12.2006):
| Občina                | Prebivalcev |
| --------------------- | ----------- |
| Verona                | 262.131     |
| Villafranca di Verona | 30.521      |
| Legnago               | 25.181      |
| San Giovanni Lupatoto | 22.218      |
| Bussolengo            | 18.834      |
| San Bonifacio         | 18.810      |

## Naravne zanimivosti
Reka Adiža (it. Adige), ki teče po pokrajini in skozi samo mesto Verona, je v preteklosti velikokrat povzročila hude poplave. Leta 1882 je poplava odnesla dva mostova in desetine hiš ter poškodovala stotine zgradb v središču mesta. V naslednjih letih je bila reka skrbno prečiščena in zgrajenih je bilo več mogočnih nasipov in stranskih odtokov. Med letoma 1939 in 1959 je bil skopan podzemski kanal (predor) med Adižo in Gardskim jezerom, ki ima sicer vhod in izhod na Trentinskem, a služi v glavnem pokrajini Verona. Pri poplavah leta 1966, ki so bile katastrofalne za mesto Trento, je Verono rešilo prav začasno odprtje tega umetnega odtoka. Iz ekoloških vzrokov je kanal praviloma zaprt. Doslej so ga odprli vsega skupaj enajstkrat, zadnjič leta 2002. Zanimivo je, da so bili prvi načrti za ta predor izdelani v osemnajstem stoletju pri Ministrstvu za vode Beneške Republike.
Seznam zaščitenih področij v pokrajini:
- Naravni rezervat Gardesana Orientale (Riserva naturale integrale Gardesana Orientale)
- Naravni rezervat Lastoni Selva Pezzi (Riserva naturale integrale Lastoni Selva Pezzi)

## Zgodovinske zanimivosti
Dinastija Della Scala [dèla skàla]), ki je gospodovala današnji pokrajini Verona od leta 1262 do leta 1387, je primer prehoda od komun na sinjorije. Mastino, začetnik dinastije, je bil sin trgovca z volno, torej ni bil plemič in ni bil bogat. Bil je pa sposoben človek in predvsem ljubitelj miru, ki so ga po bojevitih Ezzelinih prebivalci Verone najbolj potrebovali. Zato so ga predstavniki cehov, ki so bili resnična oblast komune, imenovali za kapitana. V petnajstih letih, kolikor jih je preživel v tej službi, se je Mastino izkazal ne samo kot vojak, pač pa predvsem kot politik, ki je spretno razširil komunske meje. Zaradi tega je mesto ob njegovi smrti brez obotavljanja predalo vso oblast njegovemu bratu in sodelavcu Albertu, ki je tako postal prvi signore Verone. Njegovi nasledniki, predvsem sin Cangrande, so razširili oblast na zelo obširno ozemlje.